# 한지은 (미스코리아)
한지은(1992년 4월 14일 ~ )은 대한민국의 2013년 미스코리아 선이다.

## 프로필
- 출생: 1992년 4월 14일
- 신체: 172.4cm, 57kg, 34-24-36
- 학력: 인하공업전문대학 항공운항과
- 수상: 2013년 미스코리아 선, 2013년 미스코리아 인천 진
- 경력: 2013년 한국음반산업협회 홍보대사, 연인의 날 꽃으로 사랑을 전하세요 화훼홍보대사, 초록우산 어린이재단 홍보사절단, 2014년 대한민국 국제요리경연대회 홍보대사
- 취미: 수영
- 특기: 태권도